# Carbonara
Carbonara, és un plat rústic tradicional de Roma (Itàlia) que consisteix en una salsa que s'usa en plats de pasta, generalment espagueti o bé rigatoni.

## Història
Existeixen diverses teories sobre l'origen del nom d'aquest plat:
- Per alguns la paraula carbonara prové de carbone (carbó), i es creu que el nom del plat té el seu origen com a plat típic dels carboners dels Apenins.
- D'altres esmenten que la denominació ve de l'ús del pebre negre en l'elaboració de la salsa, que pot recordar al carbó.

Algunes teories diuen que el primer a donar-li el nom va ser d'un noble l'escriptor napolità, Ippolito Cavalcanti, que l'any 1839 publica la recepta per primera vegada al seu llibre titulat Cucina teorico-pratica.
El bacó no apareix en la recepta original i es creu que va ser introduït a Roma cap al 1944 amb l'estada de les tropes aliades al final de la Segona Guerra Mundial.

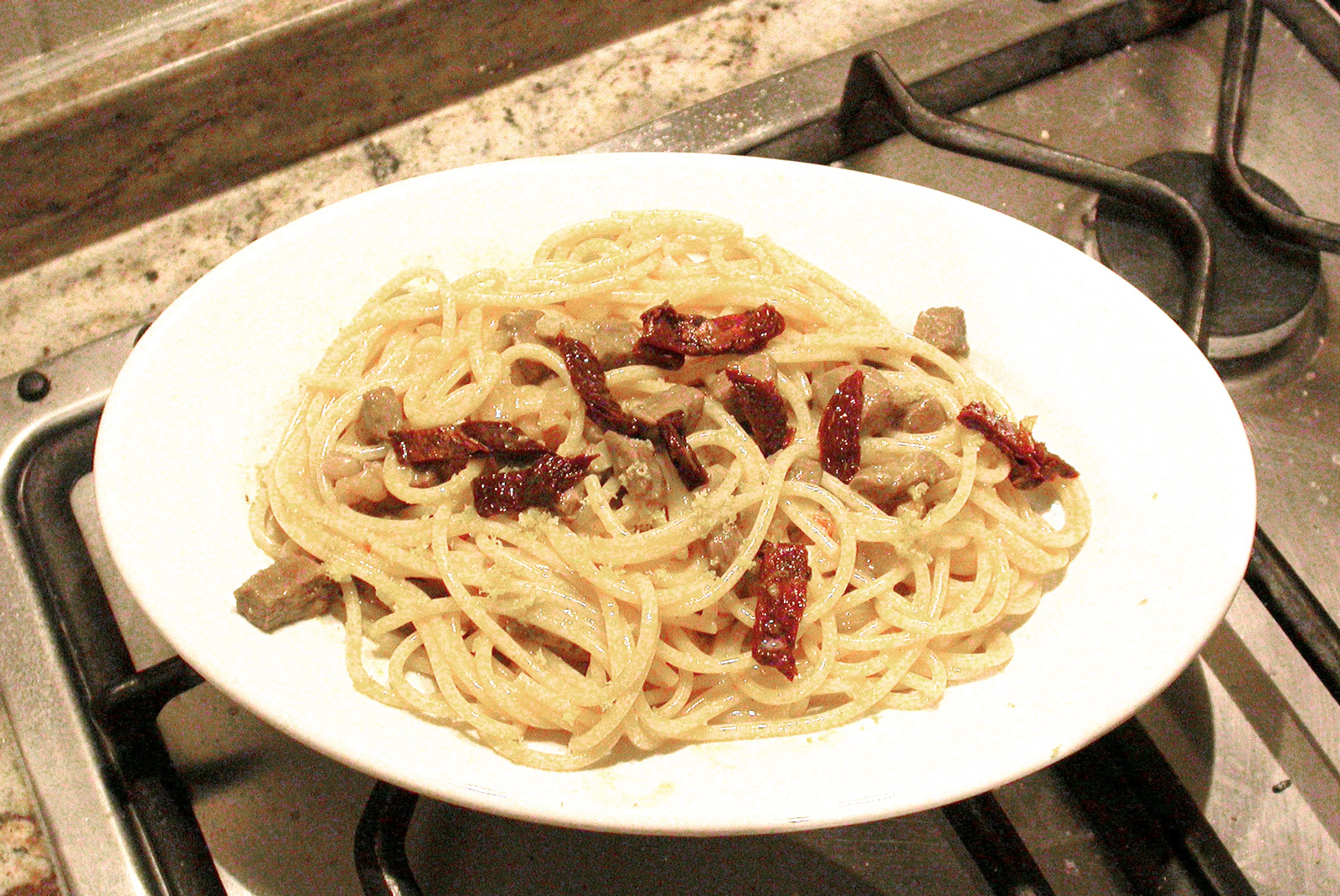
Carbonara fiorentina

## Ingredients
- Pasta de sèmola de gra dur
- Guanciale espècie de pernil italià de la galta del porc o bacó
- Ous
- Pecorino romano
- Sal
- Pebre negre

La crema o nata i la ceba no són ingredients originals d'aquest plat, i no s'empren a la pasta carbonara a la Itàlia central.